# Panciu
Panciu est une ville de Moldavie roumaine, dans le județ de Vrancea.

## Géographie
La ville est traversée par la rivière Ṣușita, dans le sud de la Moldavie, à 30 km au nord-ouest de Focșani.
La région est réputée pour ses vins blancs et ses vins mousseux.

## Démographie
Lors du recensement de 2011, 91,64 % des 7 664 habitants se déclarent roumains et 1,31 % comme roms (6,87 % déclarent une autre appartenance ethnique et 0,15 % déclarent appartenir à une autre ethnie).

## Administration
| Parti | Parti                        | Sièges |
| ----- | ---------------------------- | ------ |
|       | Parti social-démocrate (PSD) | 12     |
|       | Parti national libéral (PNL) | 3      |

## Jumelage
- Arbois (France) depuis 1991